# Lajtaszék
Lajtaszék (1899-ig Stoczing, németül Stotzing, horvátul Štucinga) község Ausztriában, Burgenland tartományban, a Kismartoni járásban.

## Fekvése
Kismartontól 6 km-re északra, a Lajta-hegységben fekszik.

## Nevének eredete
Magyar neve talán az ősi szék (= cserjék, bokrok, fák szövevénye, gyepű) szóból származik. Német nevét alapítójáról Rupprecht von Stotzingenről kapta.

## Története
Lajtaszék területe a 16. század második feléig a szarvkői váruradalomhoz tartozott. A falut 1593-ban Rupprecht von Stotzingen alapította, aki 1584-ben kapta a birtokot Habsburg Rudolf császártól. A település róla kapta a nevét, a község címere ma is a Stotzingen család ősi címerével azonos.
Valószínűleg területén feküdt Rov (Roburg) vára, melyet 1271-ben említenek először, mint Koloni Gyanur fia Merkur várát, később testvére utódai‚ a Rovi családé, de 1390-ben Zsigmond elkobozta és a Kanizsaiaknak adta. 1409-ben Kanizsai János érsek királyi engedéllyel leromboltatta, felszíni nyoma nem maradt, pontos helye sem ismert.
1593-ban Stotzingen az újonnan alapított falut württembergi svábokkal telepítette be. Templomát és szervita kolostorát 1594-ben a falu alapítójának fia, Georg Leonhard von Stotzingen alapította. A templomot 1610-ben Keresztelő Szent János és Szent János apostol tiszteletére szentelték fel. 1683-ban a török a faluval együtt lerombolta. 1713-ban közelében szántás közben egy 1640-ben készült elrejtett Mária-szobrot találtak, azon a helyen épült a 18. században a Megtalálás Kápolnája. A szobor az új 1743-45 közt épült templom főoltárára került mint kegyszobor. Templomát 1743-ban építették újjá, korábban búcsújáróhely volt. A falu kegyura a 17. századtól az Esterházy család volt.
Vályi András szerint " STOCZING. Német falu Sopron Várm. földes Ura H. Eszterházy Uraság, lakosai katolikusok, fekszik Sopronhoz 3 5/8 mértföldnyire; határja hegyes, gabonát, árpát, zabot terem; bora nem jeles, szénája kevés; a’ Szervitáknak vólt Rezidentziájokban most a’ Plébánia van."
Fényes Elek szerint " Stoczing, német falu, Sopron vmegyében, Ausztria határszélén, Kismartonhoz 3/4 mfd., 73 házzal, 603 kath. lak. s paroch. egyházzal. Van 386 5/8 hold sovány szántóföldje, 33 hold rétje, 178 kapa szőlője, 100 hold legelője, és 2000 hold uradalmi erdeje, melly tölgy, bikk, gyertyán fákból áll. – Birja h. Eszterházy."
1910-ben 677, túlnyomórészt német lakosa volt. A trianoni békeszerződésig Sopron vármegye Kismartoni járásához tartozott.

## Nevezetességei
- Keresztelő Szent János tiszteletére szentelt római katolikus temploma 1594 és 1610 között épült. Az 1683-ban elpusztult templomot  1743 és 1748 között építették újjá barokk stílusban. A főoltáron álló 130 cm magas festett Madonna-kegyszobor 1640 körül készült, eredetileg a lorettomi út mellett állt egy 1645-ben állított oszlopon. 1683-ban a török közeledtére elásták és feledésbe merült. A szobrot egy földműves találta meg véletlenül szántás közben 1713-ban, majd 1745-ben ünnepélyes körmenetben vitték az újonnan épülő templomba. Történetét a templomban korabeli festmény ábrázolja. Megtalálásának helyén építették a 18. században megtalálás kápolnáját. A főoltár építménye 1750-ben készült el. A szószék szintén ekkor készült, a szervita rend alapítójának, Philip Benizinek szentelték.
- A templomhoz csatlakozó szervita kolostort 1760 és 1787 között építették.
- A Pestiskápolna az 1713-as nagy pestisjárvány emlékére épült.
- A Megtalálás kápolnája 18. századi építmény.
- A lorettomi út mellett álló Immaculata-szobor 1756-ban készült.
- A Szent Donát-oszlop 1767-ben készült.
- A régi tűzoltószerház mellett álló „Ecce Homo” oszlop a 18. század első felében készült.

## Külső hivatkozások
- A község hivatalos oldala
- Magyar katolikus lexikon